# ملشیور تالمن
ملشیور تالمن (آلمانی: Melchior Thalmann; ۲۱ مهٔ ۱۹۲۴ – ۲۸ اوت ۲۰۱۳) ژیمناست هنری اهل سوئیس بود.